# Flann O'Brien
Flann O'Brien, pseudoniem van Brian O'Nolan (Strabane, County Tyrone, 5 oktober 1911 - Dublin, 1 april 1966) was een Iers roman- en toneelschrijver. Hij wordt gezien als een belangrijke exponent van de postmoderne literatuur.

## Leven en werk
O'Nolan studeerde aan de  Nationale Universiteit van Ierland te Dublin, waar hij vervolgens van 1937 tot 1953 in overheidsdienst werkte. Van 1940 tot aan zijn dood zou hij tevens werken als schrijver voor de “Irish Times”, waaraan hij onder meerdere pseudoniemen bijdroeg met essays en satirische stukjes.

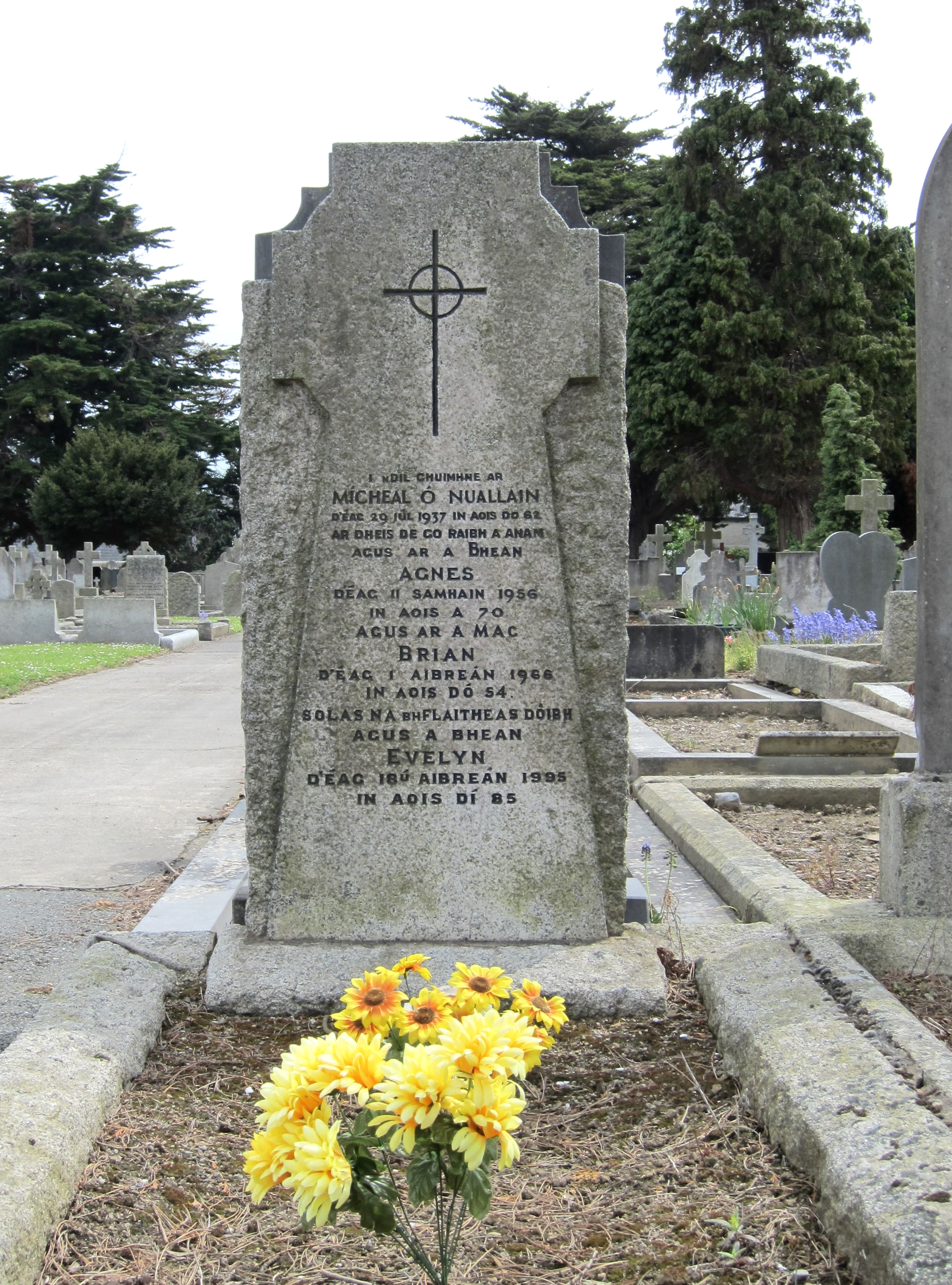
Graf van Brian O’Nolan/O'Brien, Dean's Grange Cemetry, Dublin.

Als schrijver trok O'Nolan voor het eerst de aandacht met zijn onder het pseudoniem Flann O'Brien uitgebrachte experimentele roman At Swim-Two-Birds (1939, Nederlandse vertaling: Tegengif en Op Twee-Vogel-Wad). At Swim-Two-Birds is een raamvertelling over een romanschrijvende student, inwonend bij een nukkige oom, die zelf een roman schrijft over een schrijver. De student heeft nogal revolutionaire opvattingen over de vorm van een roman en zijn personages: die moeten noch goed noch slecht zijn en “een privéleven kunnen hebben, een vrije wil en een behoorlijke levensstandaard”. Uiteindelijk wil de hoofdpersoon wraak nemen op zijn tirannieke schepper door zelf een roman te schrijven, gebruik makend van elementen uit cowboyverhalen, folklore en mythologie. At Swim-Two-Birds werd na verschijning geprezen door James Joyce, maar werd pas na herpublicatie eind jaren vijftig in ruimere kring opgemerkt als een poëtisch, experimenteel maar tegelijkertijd komisch meesterwerkje.
Vanaf de jaren veertig schreef O'Nolan, eveneens onder het pseudoniem Flann O'Brien, diverse toneelstukken, en in zijn latere, door ziekte geteisterde jaren, publiceerde hij nog de romans The Hard Life (1962) en The Dalkey Archive (1964). Veel geprezen werd zijn postuum verschenen experimentele roman The Third Policeman (Nederlandse vertaling: De derde politieman), die hij reeds in de jaren veertig voltooide. In deze roman wordt de fiets behandeld met een obsessieve filosofische interesse, die absurd maar tegelijkertijd geloofwaardig is. Na een realistische beschrijving van een wrede moord in het saaie Ierland, treedt de verteller een politiekazerne binnen en komt zo terecht in een verbluffende en onbegrijpelijke wereld. Hij krijgt er de relatie uitgelegd tussen atoomtheorie en de fiets en observeert een hoofdagent die de machinerie van de ‘eeuwigheid’ beheert. Uiteindelijk worden alle natuurwetten in twijfel getrokken. Allerlei excentrieke ideeën over de misleidende aard van tijd en ruimte worden gedelibereerd. Plausibele redeneringen leiden tot bizarre, soms hilarische conclusies en uiteindelijk tot een verrassend einde.
Het werk van O'Nolans / O'Brien kent nog steeds een kleine schare fanatieke bewonderaars die met regelmaat evenementen rondom zijn werk organiseren. In 2011 werd zijn honderdste geboortejaar uitgebreid herdacht met een internationale conferentie in Wenen, waarna de 'The International Flann O'Brien Society' werd opgericht. Op de Universiteit van Dublin werd zijn leven en werk in oktober 2011 uitgebreid herdacht.

## Romans "Flann O'Brien"
- At Swim-Two-Birds (1939)
- The Hard Life (1962)
- The Dalkey Archive (1964)
- The Third Policeman (geschreven 1939-40, gepubliceerd 1968)
- Slattery's Sago Saga (onvoltooid)